# Ajos Ermolaos
Ajos Ermolaos (gr. Αγιος Ερμόλαος, tur. Şirinevler) – wieś na Cyprze, w dystrykcie Kirenia. Na południe od miejscowości znajduje się jezioro Polatdere.
W wyniku inwazji tureckiej w 1974 obszar, w którym znajduje się miejscowość kontrolowany jest przez nieuznawaną na arenie międzynarodowej, proklamowaną w 1983 Turecką Republikę Cypru Północnego. Republika Cypryjska rości sobie prawa do tych terenów.